# 凤阳路 (合肥)
凤阳路，安徽省合肥市的一条东西向道路，得名自凤阳县。道路起自戚继光路，经吴敬梓路至龙岗路后断头，于东二环路西侧再起，经当涂路、铜陵路后并入北一环路直至止于站西路，其中未被并入北一环路段又称凤阳东路。沿路有合肥市行知小学恒通校区、合肥市少儿艺术学校当涂路校区、合肥市第十一中学、新亚汽车站等。

## 轨道交通
- █ 1号线：长淮站